# Kallabak
Der Kallabak (albanisch Kallabaku oder Maja e Kallabakut ) ist ein Berg im Sharr-Gebirge auf der albanisch-kosovarischen Grenze. Mit einer Höhe von 2171 m ü. A. auf albanischen Karten respektive 2174 m. i. J. in anderen Quellen ist der Kallabak einer der höchsten Gipfel zwischen dem Höhenzug der Šar Planina im Südosten, dem Korabgebirge (2764 m ü. A.) im Süden, der Gjallica (2485 m ü. A.) im Nordwesten und dem Koritnik (2393 m ü. A.).
Der Kallabak liegt sieben Kilometer südlich vom Dorf Shishtavec in der Region Gora. Kukës liegt rund 20 Kilometer Luftdistanz im Nordwesten. Nicht ganz fünf Kilometer südlich des Kallabaks befindet sich auf der Maja Kësula e Priftit (2093 m ü. A.) das Dreiländereck zwischen Albanien, Kosovo und Nordmazedonien.
Der Gipfel erhebt sich um rund 200 Meter aus dem langen Grat zwischen den Einzugsgebieten der Luma im Norden und der Çaja im Süden. Es ist der Hauptkamm der Pllaja e Shishtavecit, eines 15 Kilometer langen und bis zu elf Kilometer  breiten Höhenzugs. Beides sind Nebenflüsse des Drin, die sich durch enge Schluchten zu diesem einen Weg durchgebahnt haben. Der nächste, rund drei Kilometer entfernte Gipfel auf dem Grat im Südwesten ist der Maja e Kallabakut vogël (2210 m ü. A.), der „Kleine Kallabak“. Das Gebiet um den Kallabak ist baumloses Grasland, das sich bis zum Gipfel hochzieht. Im Nordosten fällt der Berg felsig rund 200 Meter in ein Kar ab, was ihm eine markante Form verleiht. Am Nordhang zwischen 1650 m ü. A. und 1800 m ü. A. wurde während des Kommunismus an mehreren Orten Quarz abgebaut.
Die albanische Seite des Berges gehört zum Naturschutzgebiet Korab-Koritnik, die kosovarische zum Nationalpark Sharr. Rund drei Kilometer nördlich vom Berg befindet sich ein kleiner See, der zusammen mit dem angrenzenden Birkenwald Mështekna e Shishtavecit seit dem Jahr 2002 als nationales Naturdenkmal geschützt ist. Westlich davon befindet sich der Weiler Turaj (ca. 1500 m ü. A.). Rund um Turaj werden in einigen Häusern und Alphütten einfache Unterkünfte angeboten.